# Luisella
Luisella is een geslacht van weekdieren uit de klasse van de Gastropoda (slakken).

## Soort
- Luisella babai (Schmekel, 1972)